# Bitwa pod Shiloh
Bitwa pod Shiloh (znana też w historiografii jako Pittsburg Landing) – starcie zbrojne w czasie wojny secesyjnej. Bitwa odbyła się między 6 a 7 kwietnia 1862, pod miastem Shiloh w stanie Tennessee, 30 kilometrów na północ od miasta Corinth w stanie Missisipi.
Po utracie fortów Henry i Donelson armia konfederatów generała Alberta Johnstona musiała się wycofać, oddając siłom Unii Kentucky i dużą część Tennessee. Odwrót konfederatów był efektem działań Ulyssesa Granta i jego Armii Tennessee liczącej 40 000 żołnierzy.
Po kilku tygodniach przygotowań Grant kontynuował ofensywę, posuwając się wzdłuż rzeki Tennessee w kierunku węzła kolejowego w Corinth. W drodze otrzymał rozkaz wstrzymania ofensywy w oczekiwaniu na Armię Ohio generała Dona Carlosa Buella liczącą 20 000 żołnierzy. Grant nie spodziewał się obecności sił konfederatów w okolicy i nie zbudował fortyfikacji polowych przed swoim obozem. Nie doceniając niebezpieczeństwa niedoświadczona armia Granta zajęła się ćwiczeniem musztry.

## Przebieg bitwy

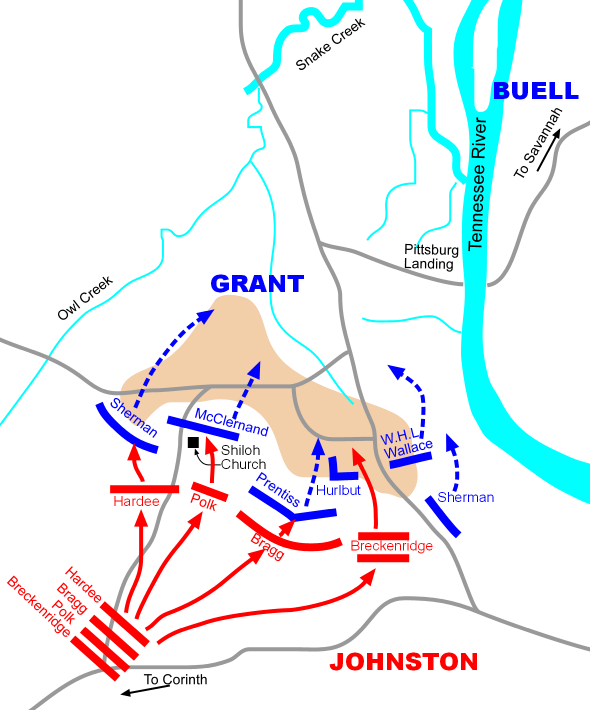
Plan bitwy pod Shiloh

Tymczasem konfederaci nie próżnowali. Johnston postanowił szybko zniszczyć siły Granta i zapobiec połączeniu się jego armii z Armią Ohio. Chciał zaatakować 4 kwietnia, ale opóźnienia spowodowały przesunięcie ataku na 6 kwietnia. Atak konfederatów był niespodzianką dla armii Tennessee i niektóre jej oddziały zaczęły cofać się w panice, jednak inne walczyły dzielnie i utworzyły linię obrony wzdłuż drogi nazwanej „Gniazdem Szerszeni”. Początkowo konfederaci nie mogli zdobyć „Gniazda Szerszeni”, ale zmasowany ogień artylerii w końcu przeważył szalę. Konfederaci zabili lub ranili większość obrońców i zdobyli pozycję. Jednak w walce Johnston został śmiertelnie ranny i dowództwo objął generał Pierre G.T. Beauregard. Tymczasem żołnierze Unii utworzyli kolejną linię obrony i zaczęli otrzymywać posiłki z Armii Buella, która właśnie docierała parostatkami rzeką Tennessee. Walka toczyła się dalej po zapadnięciu zmroku, ale obrona sił Unii utrzymała się.
Rankiem siły Unii liczyły około 40 000 żołnierzy, a armia konfederatów Beauregarda tylko 30 000. Beauregard nie wiedział o przybyciu armii Buella i dalej liczył na zwycięstwo. Obie strony przeprowadziły kilka ataków i kontrataków, które nie były w stanie przełamać linii przeciwnika.
Beauregard w końcu zrozumiał, że nie może wygrać bitwy i zdając sobie sprawę z własnych strat, wycofał się z powrotem za Corinth. Po kilkudniowym pościgu konfederatów armia Granta wróciła na pozycje wyjściowe. Konfederaci kontynuowali odwrót aż do rozpoczęcia kolejnej ofensywy w sierpniu 1862.
Bitwa pod Shiloh była kolejnym zwycięstwem Granta nad konfederatami. Pomimo zaskoczenia, Grant wykazał zimną krew i zdołał utrzymać linię obrony pod silnym atakiem co najmniej równych liczebnie sił konfederatów. Jednakże bezpośrednio po bitwie działania Granta były mocno krytykowane i pojawiły się żądania jego dymisji. Prezydent Lincoln odrzucił je, wypowiadając sławne zdanie: „Nie mogę wyrzucić tego człowieka. On walczy.„

## Pole bitwy

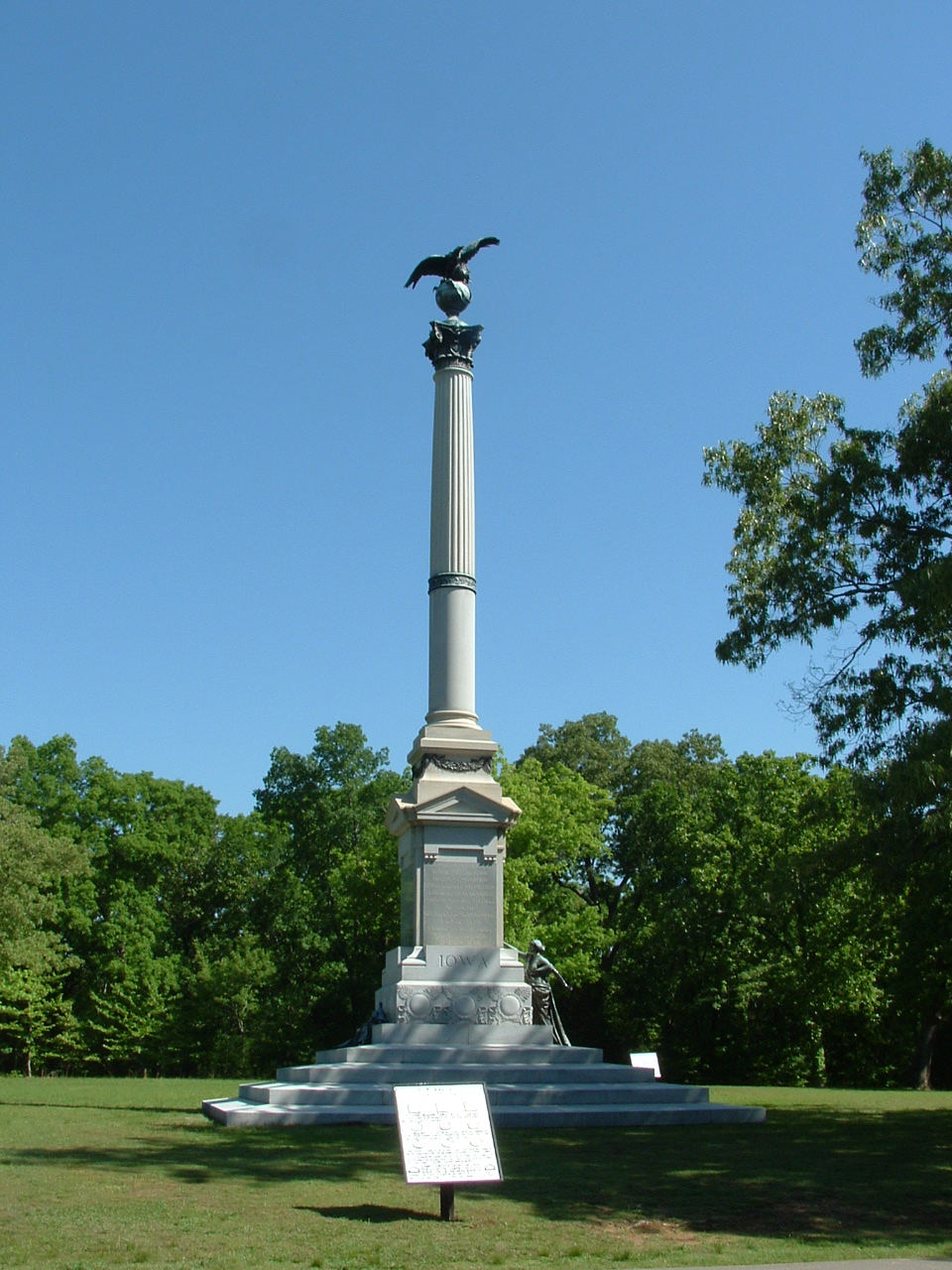
Iowa Monument na terenie parku

W 1894 na polu bitwy utworzono park narodowy, Shiloh National Military Park, który dziś obejmuje nieco ponad 16 km². Na terenie parku znajduje się Shiloh National Cemetery, na którym pochowanych zostało 3 584 żołnierzy, z tego 2 357 nieznanych.  Na cmentarzu leżą nie tylko żołnierze polegli podczas bitwy, lecz również inni żołnierze polegli podczas wojny w tym rejonie.  Ciała zostały przeniesione na cmentarz w 1866. Prawie wszyscy pochowani tam to żołnierze Unii (z wyjątkiem 2 konfederatów), ponieważ w czasie wojny i wkrótce po jej zakończeniu uważano, że żołnierzom Południa nie przysługiwał pochówek na cmentarzu narodowym, tak więc są pochowani w kilku masowych grobach na polu bitwy.